# Działoszyce
Działoszyce è un comune urbano-rurale polacco del distretto di Pińczów, nel voivodato della Santacroce.
Ricopre una superficie di 105,48 km² e nel 2004 contava 5 736 abitanti.